# 太原双塔革命烈士陵园
太原双塔革命烈士陵园，位于中华人民共和国山西省太原市迎泽区郝庄镇双塔村双塔南巷19号，建于1950年，已列为太原市文物保护单位。

## 保护
1983年8月17日，革命烈士陵园由太原市人民政府公布为第一批太原市文物保护单位。